# Commiphora lacerata
Commiphora lacerata är en tvåhjärtbladig växtart som beskrevs av Mats Thulin. Commiphora lacerata ingår i släktet Commiphora och familjen Burseraceae. Inga underarter finns listade i Catalogue of Life.